# Oecetis xaniona
Oecetis xaniona är en nattsländeart som beskrevs av Arturs Neboiss 1989. Oecetis xaniona ingår i släktet Oecetis och familjen långhornssländor. Inga underarter finns listade i Catalogue of Life.